# Ляншань-Ийский автономный округ
Ляншань-Ийский автономный округ (кит. упр. 凉山彝族自治州, пиньинь Liángshān Yízú Zìzhìzhōu, носу ꆃꎭꆈꌠꊨꏦꏱꅉꍏ) — автономный округ в провинции Сычуань, Китай. Площадь — 60 423 км². Административный центр — Сичан.

## География

### Животный мир
В заповедниках округа водятся гималайский медведь, большая панда, малая панда, леопард, дымчатый леопард, индийский замбар, голубой баран, тибетский горал, китайский мунтжак, китайская исполинская саламандра, макаки, рокселланов ринопитек.

## История
В 1952 году в провинции Сикан был образован Ляншань-Ийский автономный район (凉山彝族自治区). В 1955 году провинция Сикан была присоединена к провинции Сычуань, и автономный район был преобразован в Ляншань-Ийский автономный округ; при этом в его состав были переданы уезды Мабянь, Эбянь и Лэйбо из состава Специального района Лэшань (乐山专区) и уезд Юэси из состава Специального района Сичан (西昌专区), в результате чего в составе автономного округа оказалось 11 уездов: Чжаоцзюэ (в нём разместилось правительство автономного района), Буто, Цзиньян, Пугэ, Сидэ, Цзиньсюн, Мэйгу, Лэйбо, Мабянь, Эбянь и Юэси. Также из расформированной провинции Сикан в состав провинции Сычуань перешёл Специальный район Сичан (西昌地区), в котором стало 10 уездов: Сичан, Мяньнин, Дэчан, Ниннань, Хуэйдун, Хуэйли, Мии, Яньбянь, Яньюань и Цзинькуан; также в его состав вошёл Мули-Тибетский автономный уезд.
В 1956 году из части земель уездов Ляншань-Ийского автономного округа были образованы уезды Сягэ, Хунси и Ваган, и в его составе стало 14 уездов.
В 1959 году название уезда Юэси стало записываться другими иероглифами, а уезд Сягэ был переименован в Ганьло; уезды Ваган, Хунси, Буто и Цзиньсюн были расформированы, в результате чего в составе Ляншань-Ийского автономного округа стало 10 уездов.
В 1960 году были расформированы уезды Дэчан и Цзинькуан, и в составе Специального района Сичан осталось 8 уездов и 1 автономный уезд.
В 1962 году были восстановлены уезд Буто и Дэчан, в результате чего в составе Ляншань-Ийского автономного округа стало 11 уездов, а в составе Специального района Сичан — 9 уездов и 1 автономный уезд.
В 1963 году уезд Яньюань был преобразован в Яньюань-Ийский автономный уезд, в результате чего в составе Специального района Сичан стало 8 уездов и 2 автономных уезда.
В 1970 году Специальный район Сичан был переименован в Округ Сичан (西昌地区).

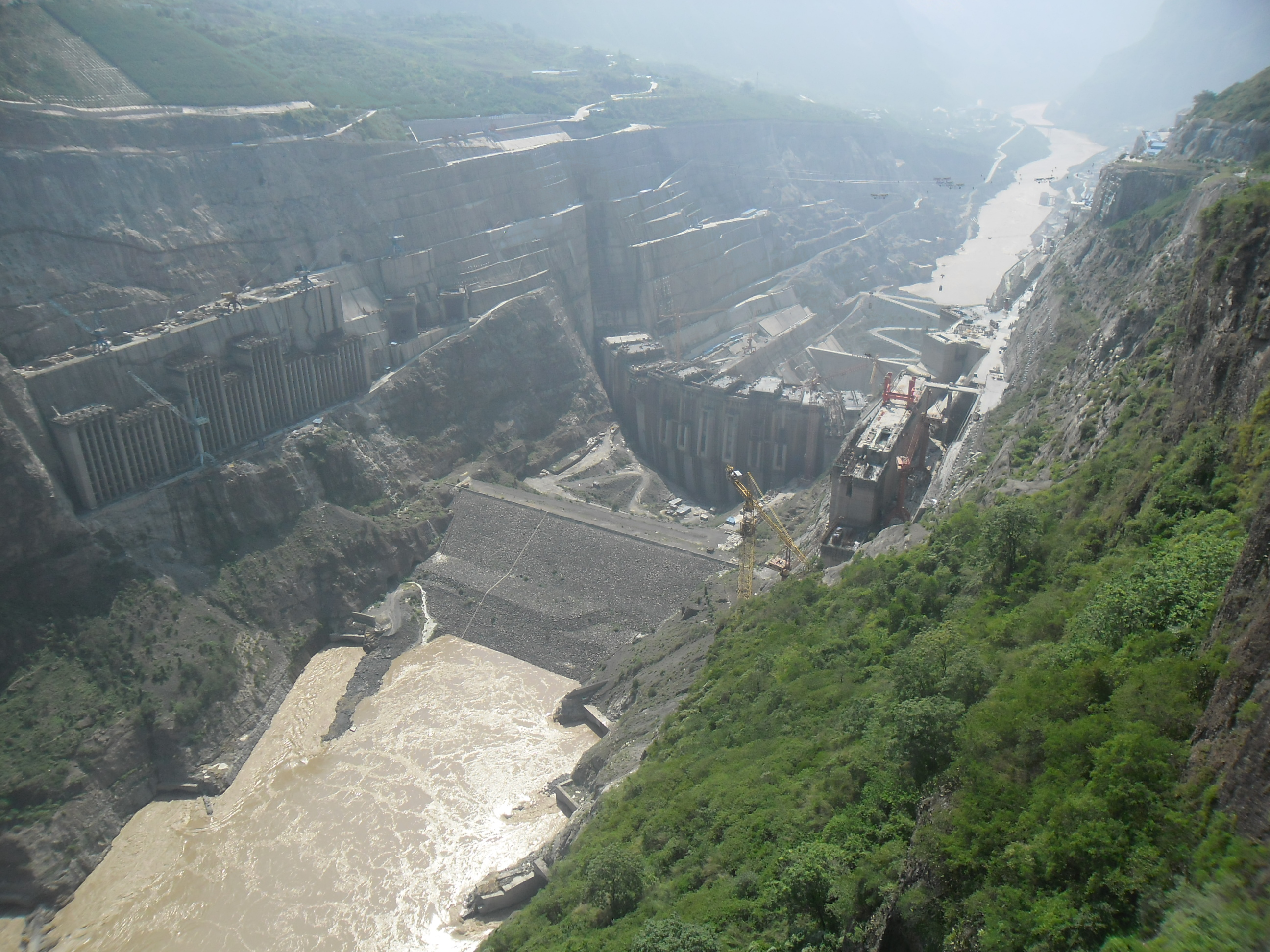
Строительство ГЭС Силоду

В 1978 году Округ Сичан был расформирован, уезды Мии и Яньбянь были переданы в состав городского округа Дэкоу (современный Паньчжихуа), а остальные входившие в него административные единицы вошли в состав Ляншань-Ийского автономного округа; правительство округа при этом переехало в уезд Сичан, Яньюань-Ийский автономный уезд вновь стал уездом Яньюань. В 1979 году из уезда Сичан был выделен городской уезд Сичан; в 1986 году уезд Сичан был расформирован, а его оставшаяся территория передана под юрисдикцию городского уезда Сичан.
С начала XXI века на реках округа началось грандиозное гидроэнергетическое строительство, в результате которого были введены в эксплуатацию гигантские ГЭС Силоду (2013) и ГЭС Удундэ (2022). В 2021 году уезд Хойли был преобразован в городской уезд.

## Административное деление
Ляншань-Ийский автономный округ делится на 2 городских уезда, 14 уездов и 1 автономный уезд:
| Карта | Карта                          | Карта                          | Карта          | Карта                 | Карта              | Карта                   | Карта         | Карта                      |
| ----- | ------------------------------ | ------------------------------ | -------------- | --------------------- | ------------------ | ----------------------- | ------------- | -------------------------- |
|       |                                |                                |                |                       |                    |                         |               |                            |
| #     | Статус                         | Название                       | Иероглифы      | Пиньинь               | Носу               | Население (2004, прим.) | Площадь (км²) | Плотность населения (/км²) |
| 1     | Городской уезд                 | Сичан                          | 西昌市         | Xīchāng shì           | ꀒꎂꏃ             | 580,000                 | 2,655         | 218                        |
| 2     | Уезд                           | Яньюань                        | 盐源县         | Yányuán xiàn          | ꋂꂿꑤ             | 330,000                 | 8,388         | 39                         |
| 3     | Уезд                           | Дэчан                          | 德昌县         | Déchāng xiàn          | ꄓꍣꑤ             | 190,000                 | 2,284         | 83                         |
| 4     | Городской уезд                 | Хойли                          | 会理市         | Huìlǐ shì             | ꑌꄷꑤ             | 440,000                 | 4,527         | 97                         |
| 5     | Уезд                           | Хойдун                         | 会东县         | Huìdōng xiàn          | ꉼꄏꑤ             | 370,000                 | 3,227         | 115                        |
| 6     | Уезд                           | Ниннань                        | 宁南县         | Níngnán xiàn          | ꆀꆆꑤ             | 180,000                 | 1,667         | 108                        |
| 7     | Уезд                           | Пугэ                           | 普格县         | Pǔgé xiàn             | ꁌꐭꑤ             | 140,000                 | 1,905         | 73                         |
| 8     | Уезд                           | Буто                           | 布拖县         | Bùtuō xiàn            | ꀭꄮꑤ             | 140,000                 | 1,685         | 83                         |
| 9     | Уезд                           | Цзиньян                        | 金阳县         | Jīnyáng xiàn          | ꏁꇉꑤ             | 150,000                 | 1,587         | 95                         |
| 10    | Уезд                           | Чжаоцзюэ                       | 昭觉县         | Zhāojué xiàn          | ꏪꐦꑤ             | 230,000                 | 2,699         | 85                         |
| 11    | Уезд                           | Сидэ                           | 喜德县         | Xǐdé xiàn             | ꑝꅇꑤ             | 150,000                 | 2,206         | 68                         |
| 12    | Уезд                           | Мяньнин                        | 冕宁县         | Miǎnníng xiàn         | ꍿꆈꑤ             | 340,000                 | 4,423         | 77                         |
| 13    | Уезд                           | Юэси                           | 越西县         | Yuèxī xiàn            | ꃺꄧꑤ             | 270,000                 | 2,257         | 120                        |
| 14    | Уезд                           | Ганьло                         | 甘洛县         | Gānluò xiàn           | ꇤꇉꑤ             | 190,000                 | 2,156         | 88                         |
| 15    | Уезд                           | Мэйгу                          | 美姑县         | Měigū xiàn            | ꂿꈬꑤ             | 190,000                 | 2,573         | 74                         |
| 16    | Уезд                           | Лэйбо                          | 雷波县         | Léibō xiàn            | ꃀꁧꑤ             | 240,000                 | 2,932         | 82                         |
| 17    | Мули-Тибетский автономный уезд | Мули-Тибетский автономный уезд | 木里藏族自治县 | Mùlǐ Zàngzú zìzhìxiàn | ꃆꆹꀒꋤꊨꏦꏱꅉꑤ | 130,000                 | 13,252        | 10                         |

## Население

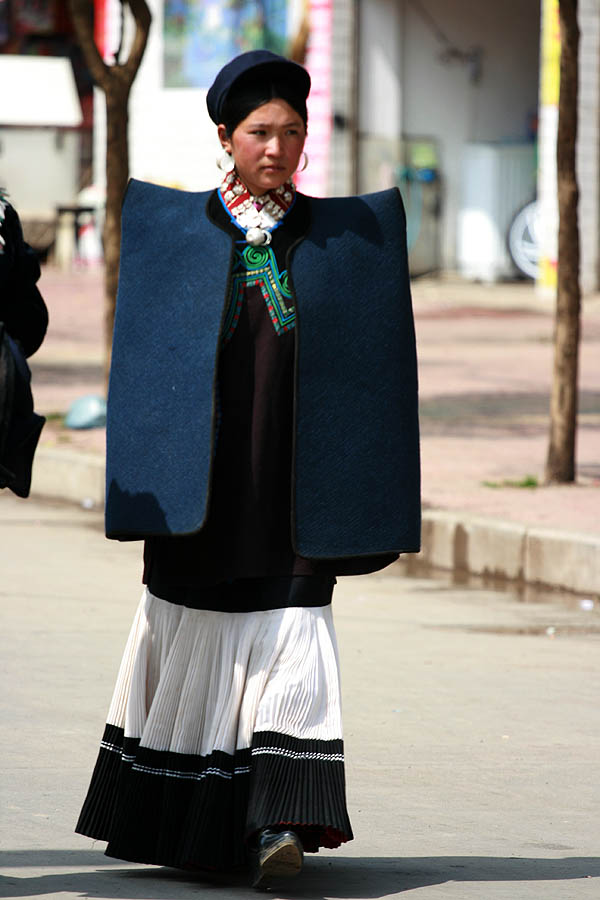
Женщина народа и в национальном костюме

Согласно переписи населения 2000 года в округе проживало 4,082 млн человек, по состоянию на 2010 год население превышало 4,53 млн человек. 
В популяции народа и Y-хромосомная гаплогруппа D1a1a-M15 была разветвлением расширения тибетских групп с запада на восток на плато, а Y-хромосомная гаплогруппа O2a2b1a1a1a4a2-Z25929 происходит от многочисленных иммигрантов из Юго-Восточной Азии.
Высоко в горах имеются изолированные деревни, известные как «деревни на утёсе». Добраться до них можно только по ступеням, высеченным в скале, или по лестницам из лозы.  

### Национальный состав
По состоянию на 2000 год национальный состав округа был следующим:
| Народ   | Численность | Доля    |
| ------- | ----------- | ------- |
| Китайцы | 2 121 231   | 51,97 % |
| И       | 1 813 683   | 44,43 % |
| Тибетцы | 60 679      | 1,49 %  |
| Монголы | 27 277      | 0,67 %  |
| Хуэйцы  | 18 385      | 0,45 %  |
| Мяо     | 11 912      | 0,29 %  |
| Лису    | 9 121       | 0,22 %  |
| Буи     | 5 459       | 0,13 %  |
| Наси    | 5 199       | 0,13 %  |
| Прочие  | 8 751       | 0,22 %  |

## Экономика

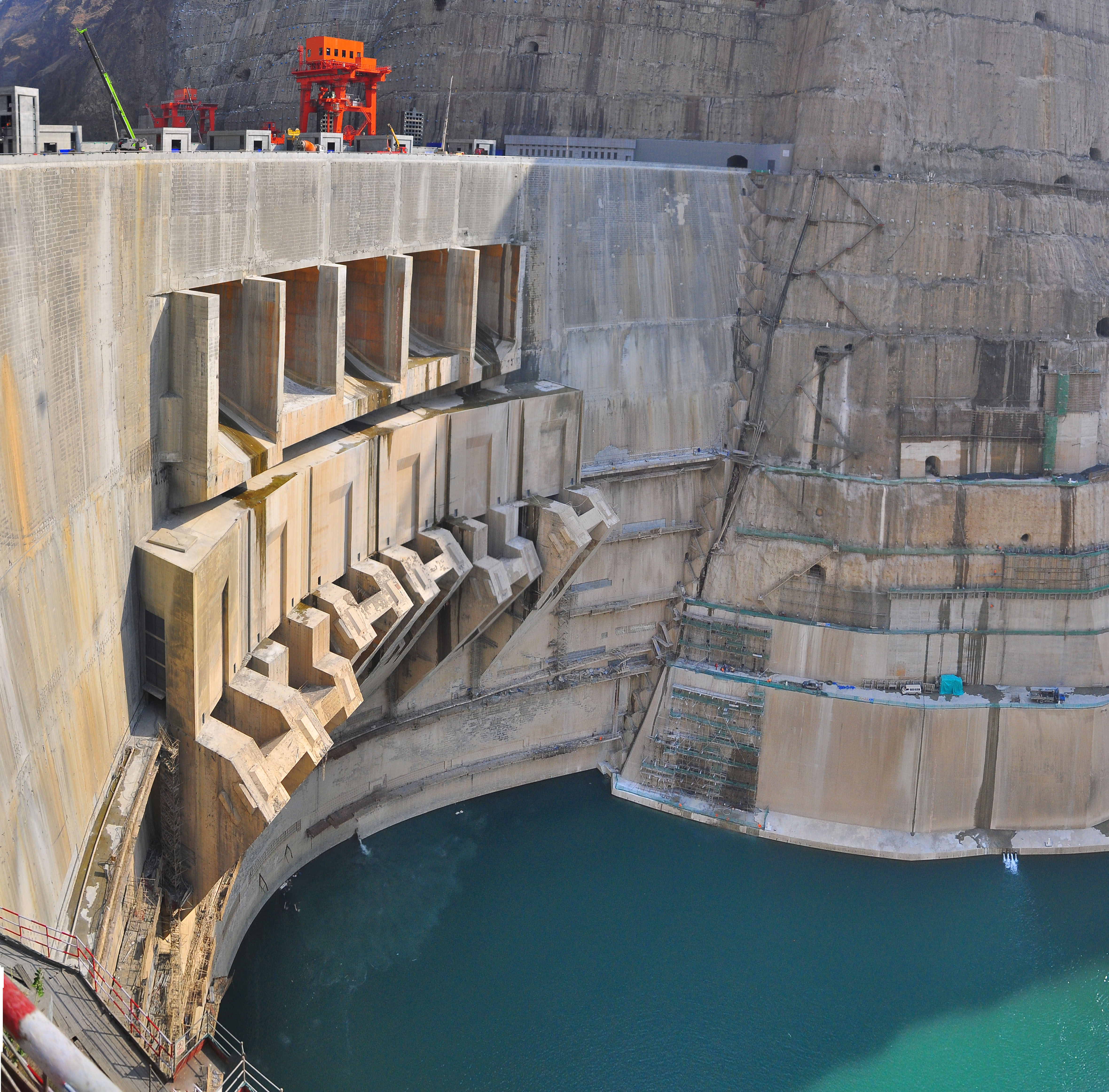
ГЭС Удундэ

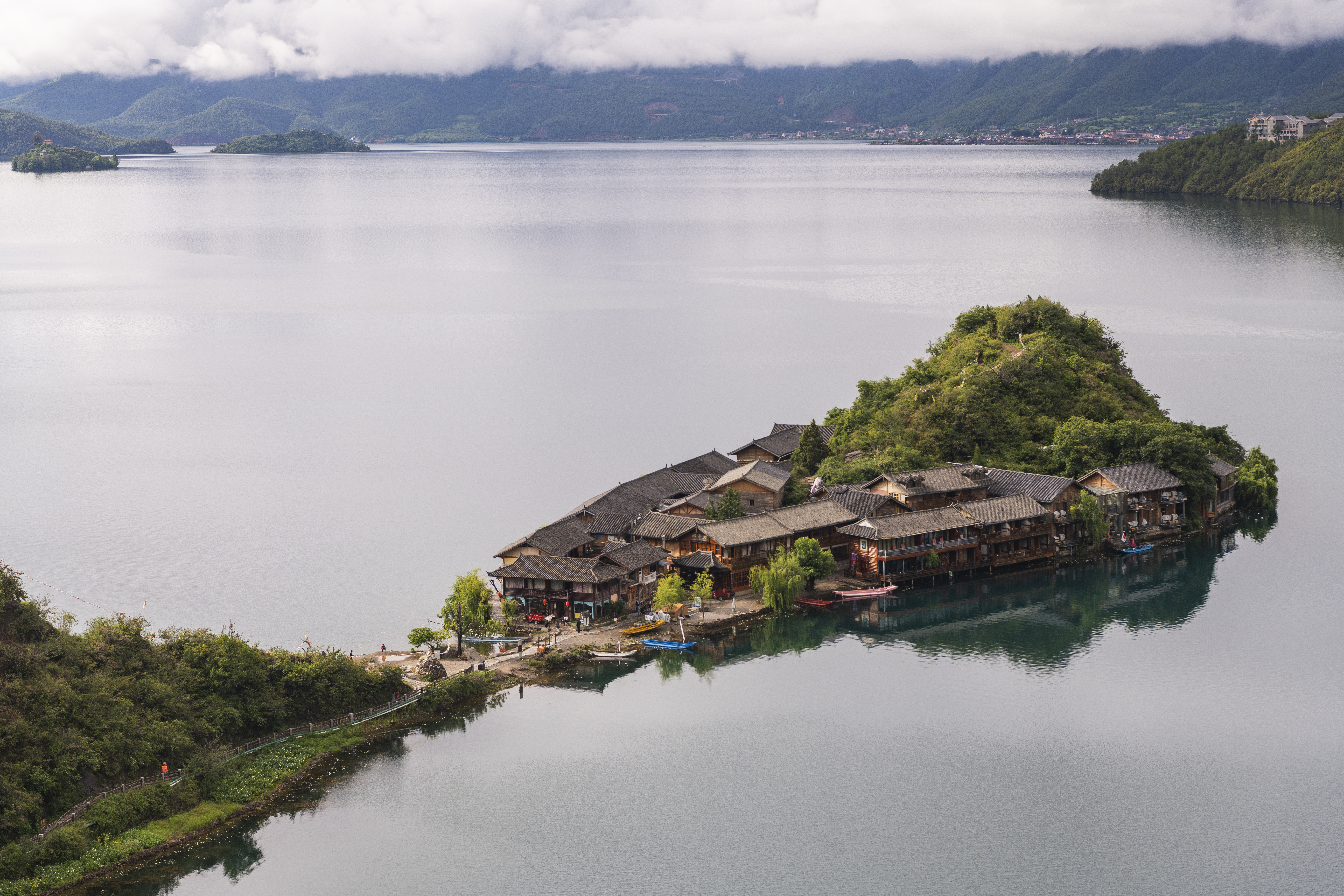
Озеро Лугуху

Крупным работодателем округа является космодром Сичан. На горных реках (особенно на территории уездов Хойдун, Лэйбо и Мули-Тибетского автономного уезда) построено несколько крупных и средних гидроэлектростанций. Во многих районах строятся ветряные и солнечные электростанции.
Благодаря дешёвой электроэнергии и рабочей силе в округе активно развиваются такие отрасли, как металлургия, горнодобывающая, химическая, текстильная и пищевая промышленность, производство строительных материалов и алкогольных напитков. 
В Ляншань-Ийском автономном округе базируются компании Dechang Ferrous Alloy Group (ферросплавы), Bencheng Mining Industry (добыча сырья), Liangshan Suoma Group, Xinyangfeng Fertilizer Industry, Huidong Jinchuan Phosphor Chemical, Dechang Shida Carbon и Sichuan Leibo Chemical (удобрения и химикаты), Nansilu Group Yajie Silk Industry (текстиль и одежда), Jiahua Jinping Special Cements, Xingchuancheng Cement и Naituo Special Cements (стройматериалы), Longzhou Shanquan, Dechang Sugar Refinery и Huatan Sugar Refinery (пищевые продукты и напитки), Xichang Chang'an Machinery (промышленное оборудование).
Также развиты розничная торговля, строительство (особенно возведение плотин, мостов, туннелей и дорог), сельское хозяйство (рисоводство, садоводство, животноводство), заготовка древесины, сбор дикого мёда, грибов, лечебных трав и кореньев, кустарные промыслы малых народов. На реках и озёрах распространено рыболовство, в искусственных водоёмах разводят рыбу и раков. 

### Туризм
Популярной туристической локацией является высокогорное озеро Лугуху, вокруг которого проживают представители народности мосо.

## Транспорт

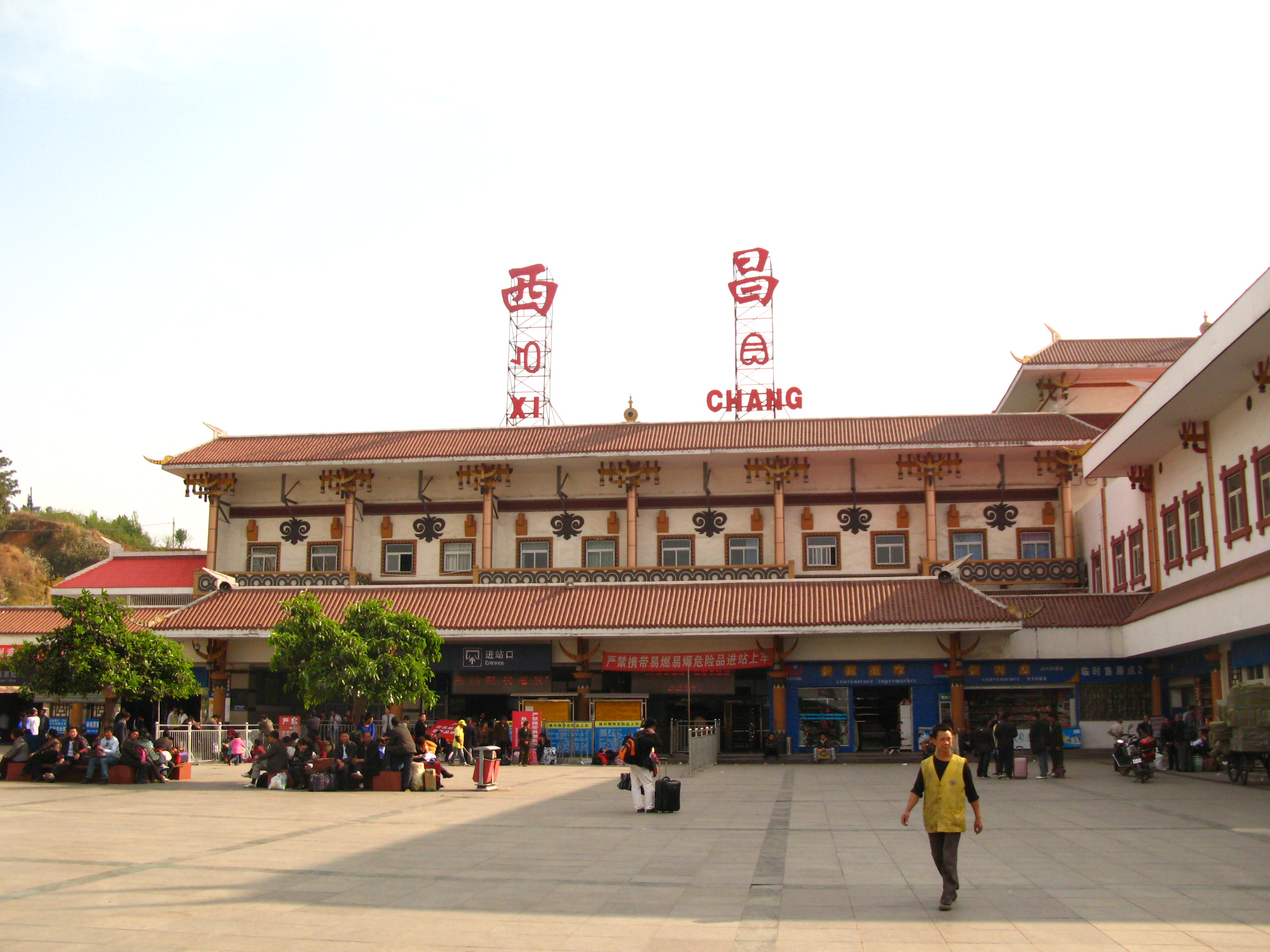
Железнодорожный вокзал Сичана

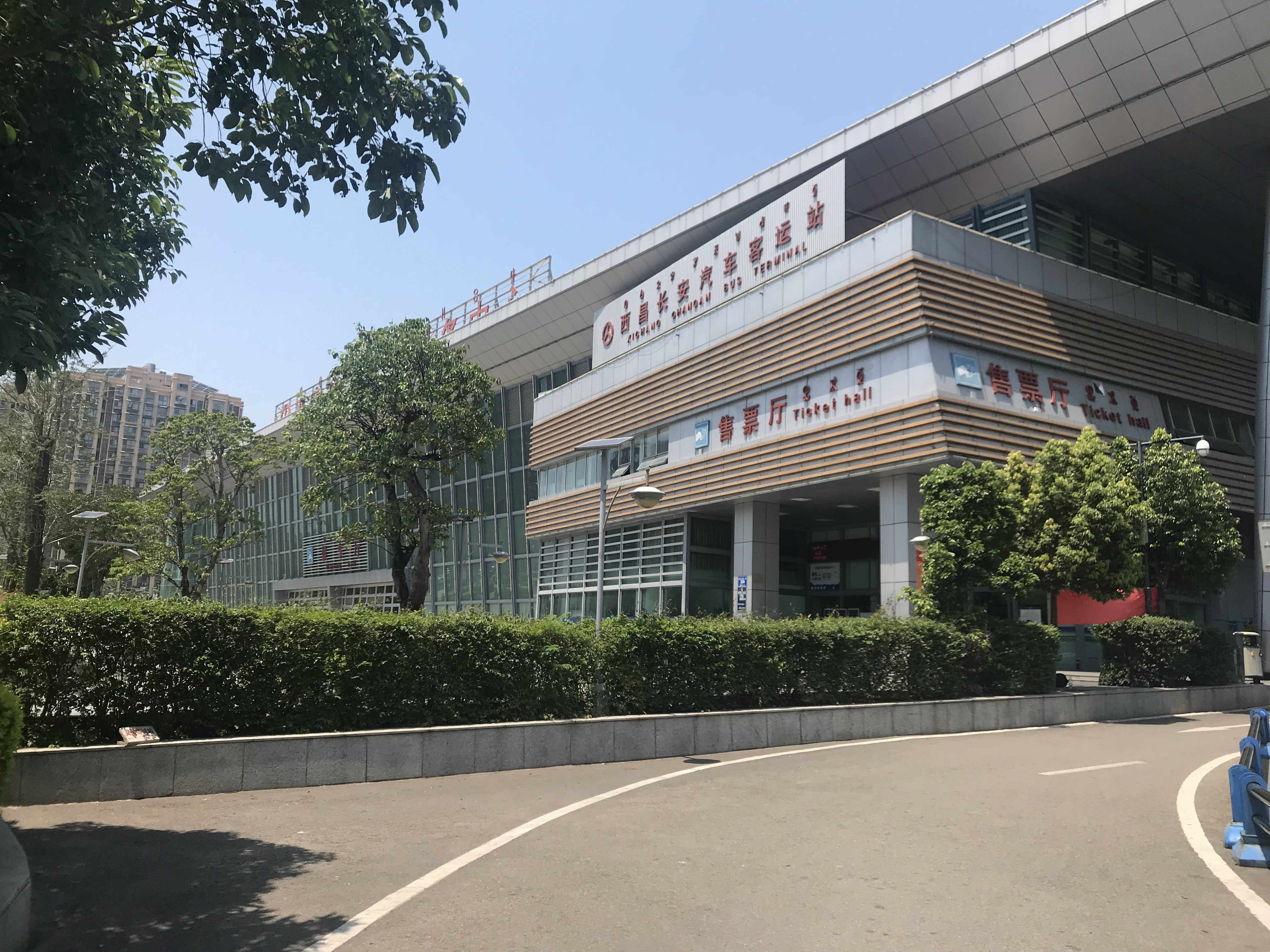
Автобусный вокзал Сичана

### Железнодорожный
Через округ проходят пассажирско-грузовые железные дороги Чэнду — Куньмин и Эмэй — Мии. В Сичане имеется крупное локомотивное депо.

### Автомобильный
Через округ Ляншань проходят скоростная дорога Пекин — Куньмин (G5) и национальное шоссе Годао 108 (Пекин — Куньмин). Имеется широкая сеть автобусных маршрутов, которые соединяют между собой все значительные населённые пункты округа. Главным узлом является автобусный терминал Сичан-Чанъань.

### Авиационный
В уезде Сичан расположен региональный аэропорт Сичан-Циншань. По итогам 2021 года он обслужил почти 1,6 млн пассажиров и свыше 4,5 тыс. тонн грузов.

## Образование
В Сичане имеется несколько крупных колледжей. Во всех уездах округа имеется разветвлённая сеть начальных и средних школ, в том числе для национальных меньшинств.

## Галерея

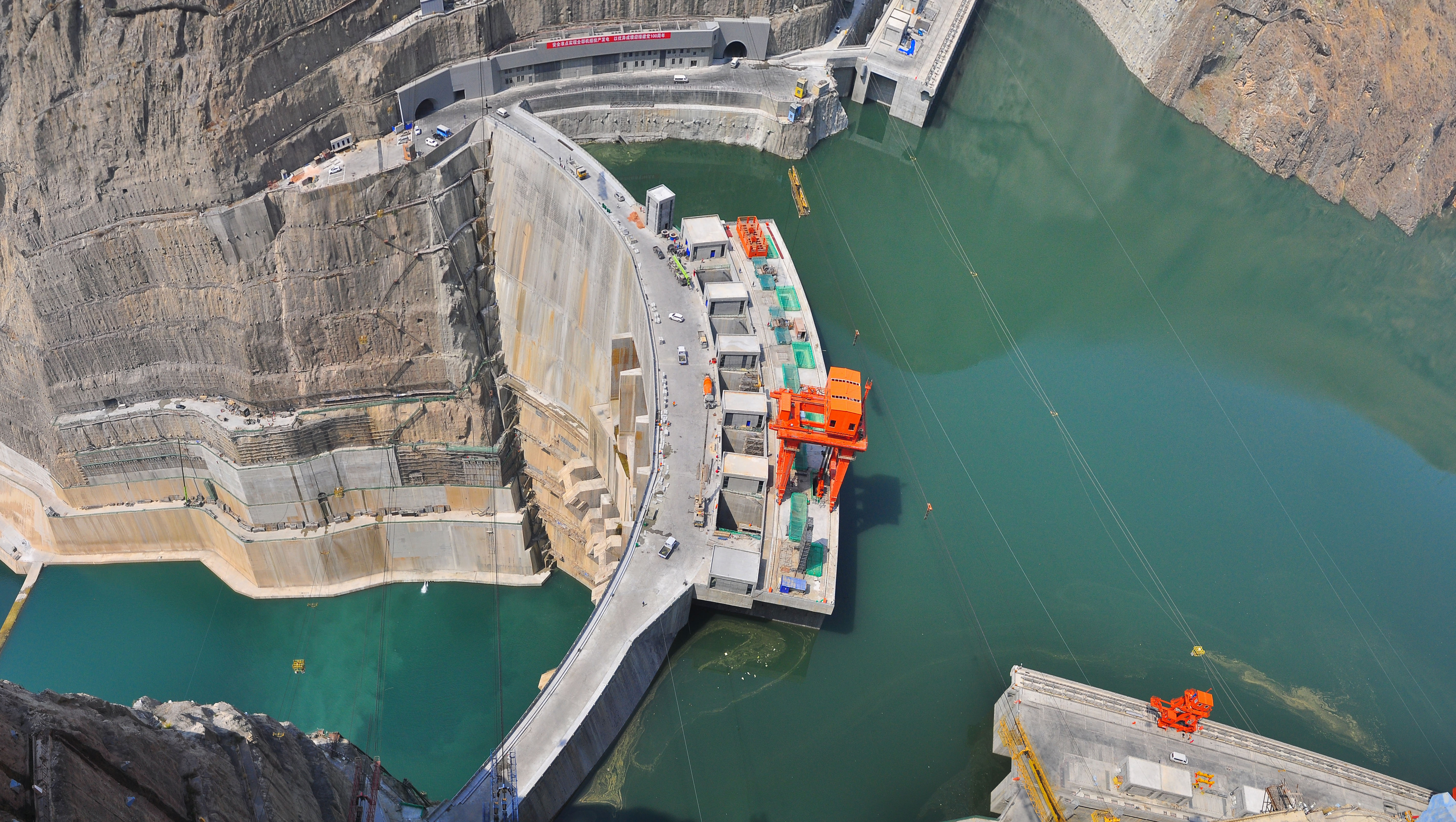
ГЭС Удундэ
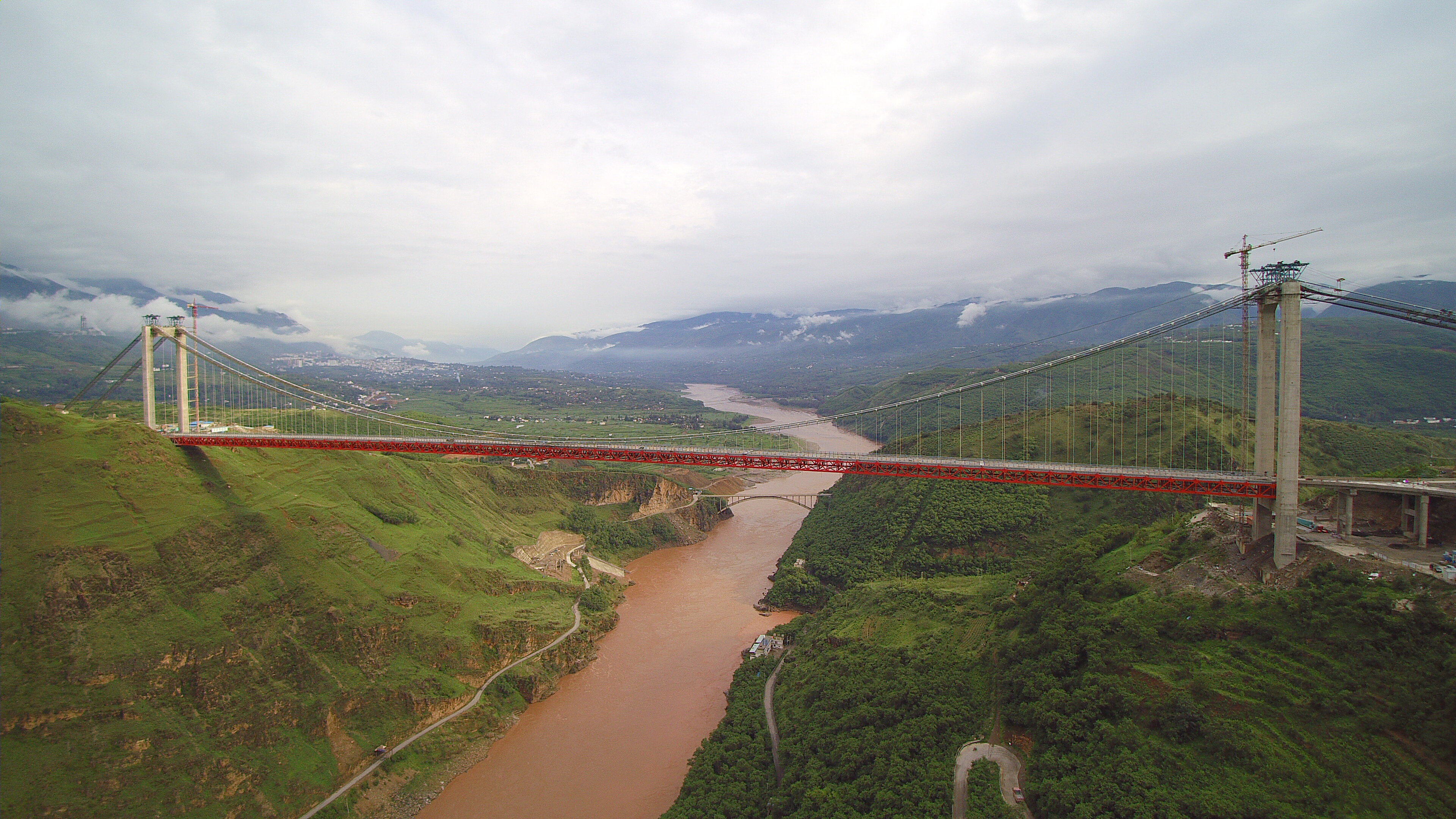
Мост Цзиньшацзян Хулукоу
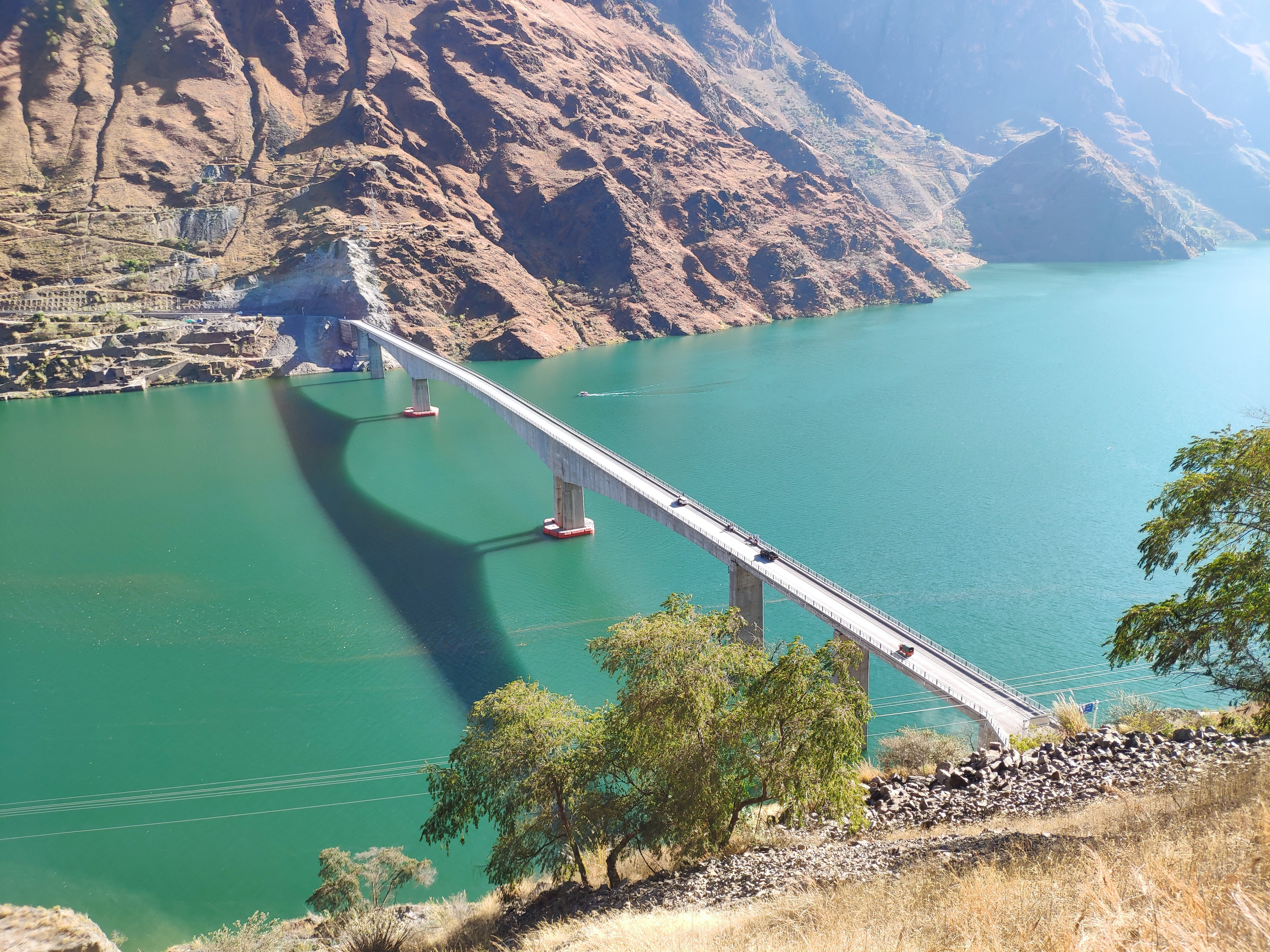
Мост Цзяопинду
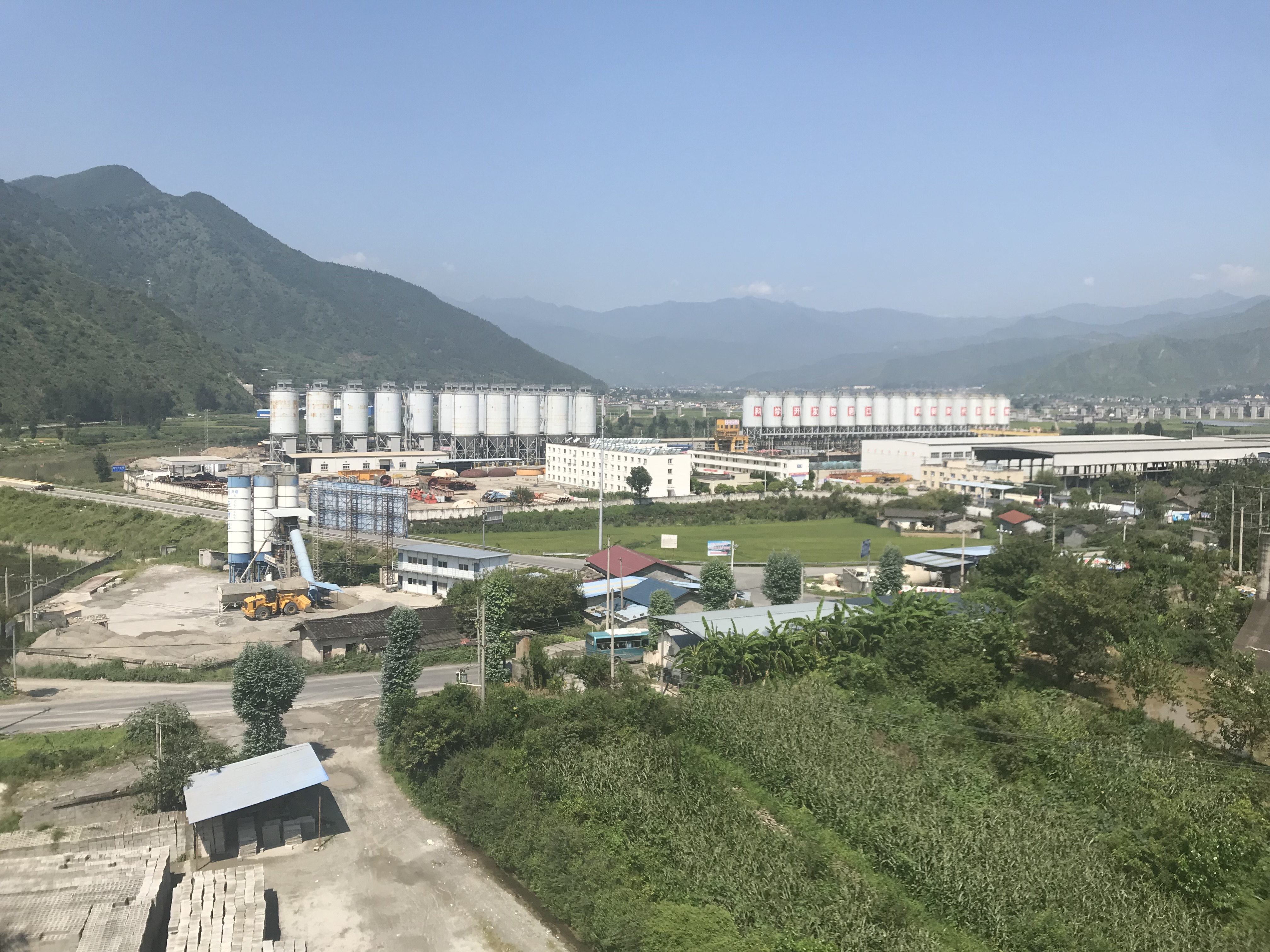
Посёлок Маньшуйвань
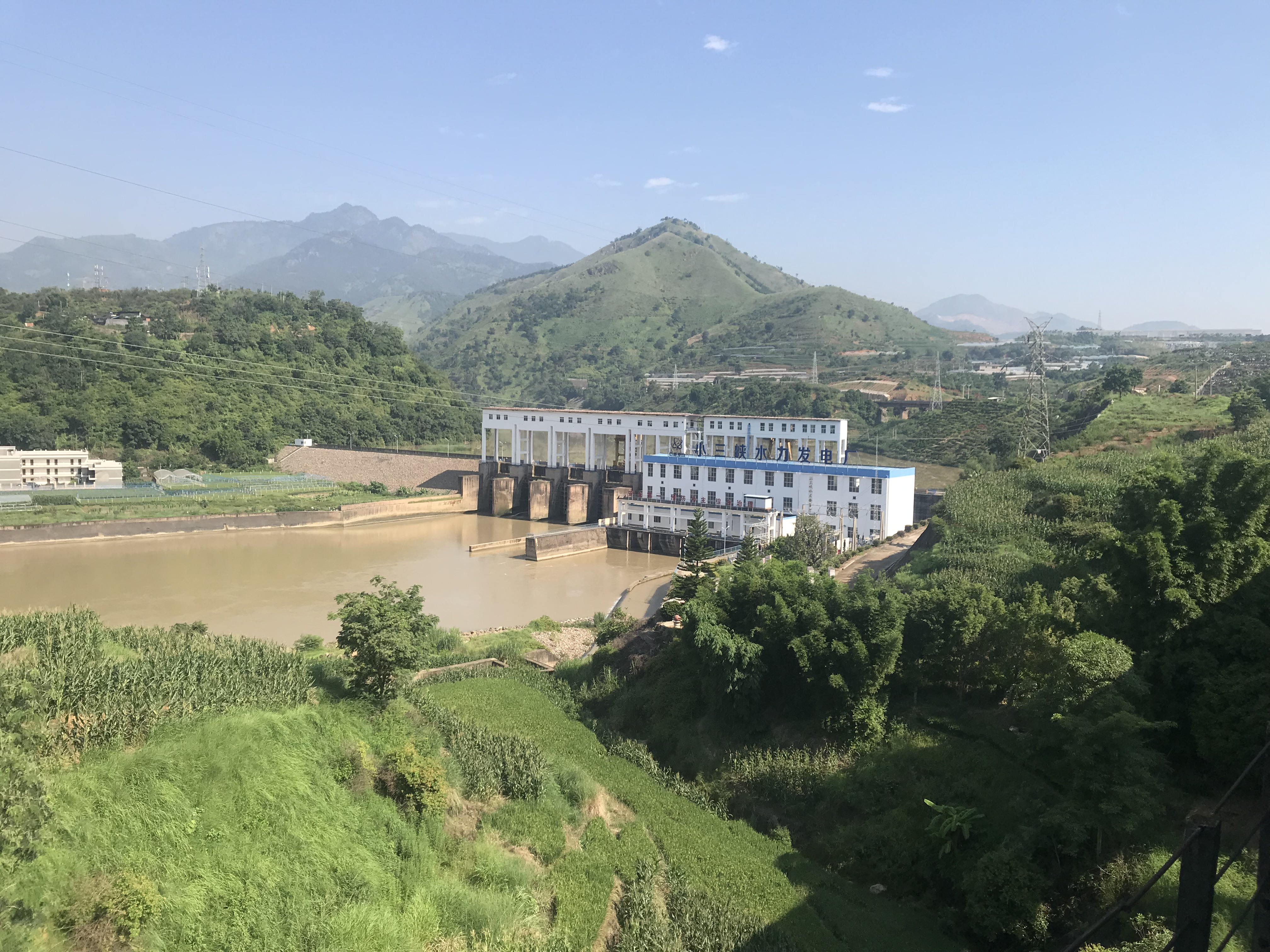
ГЭС Сяосанься на реке Аньнин
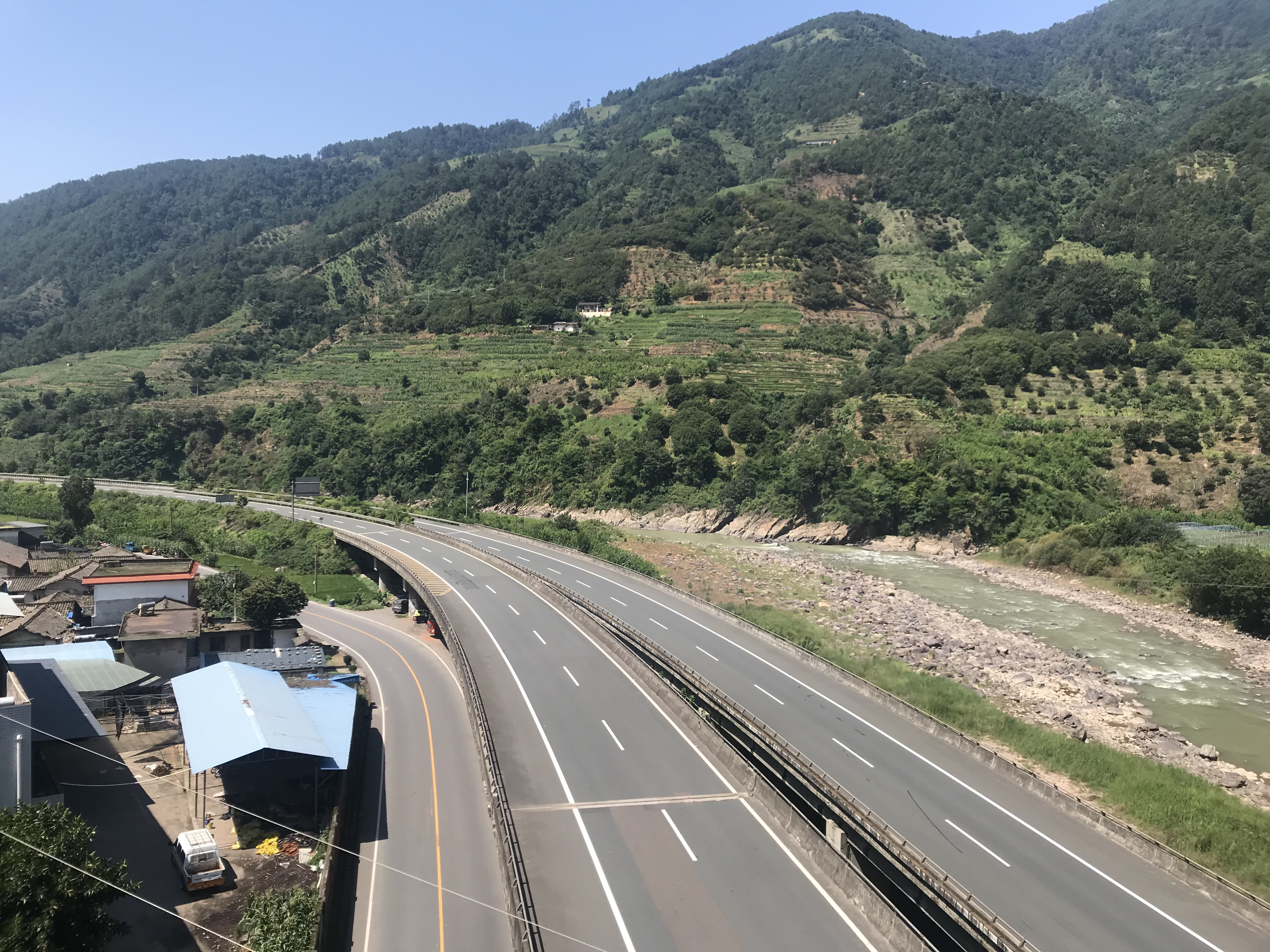
Автомагистраль G5
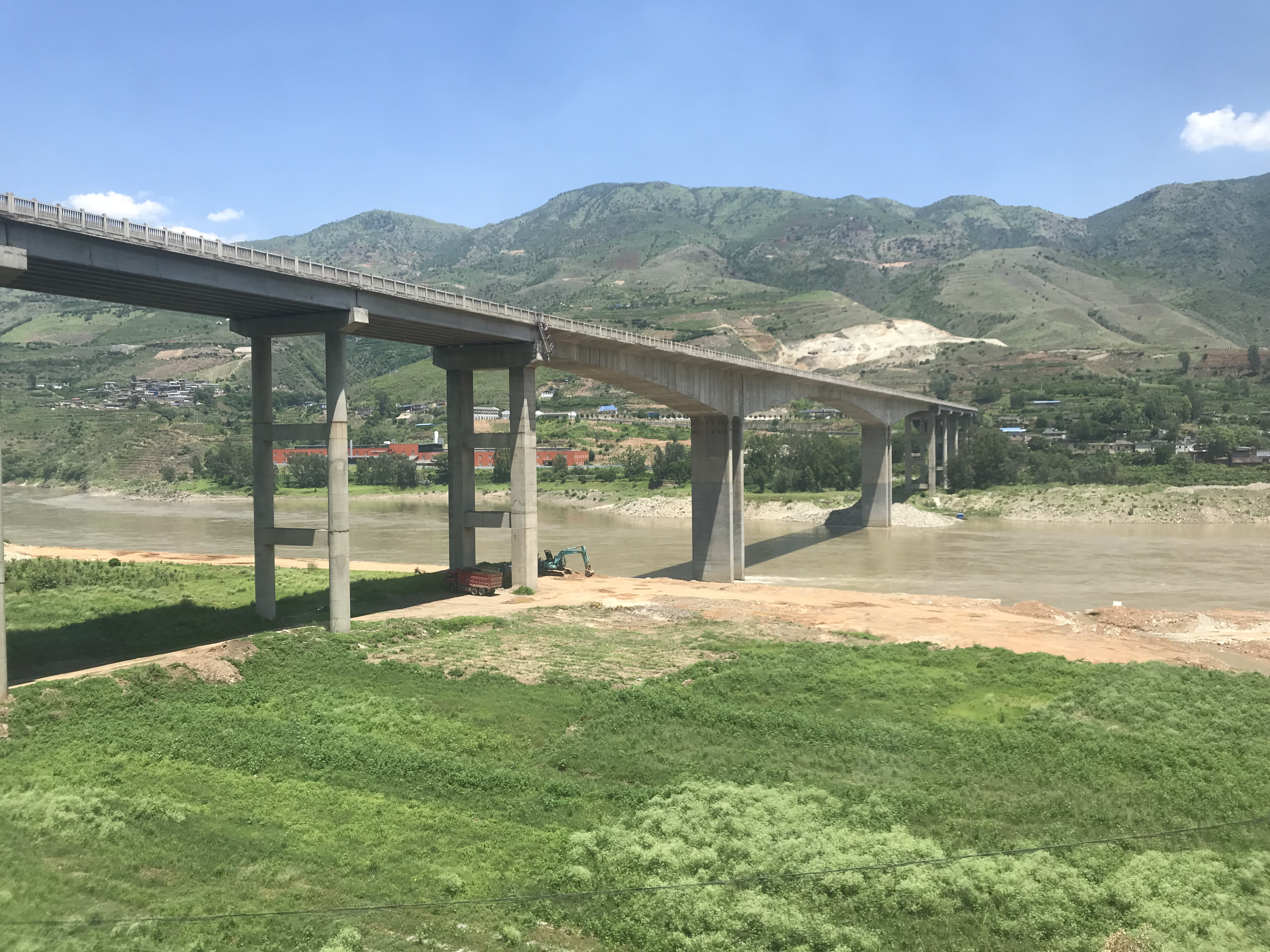
Мост Юйчжа
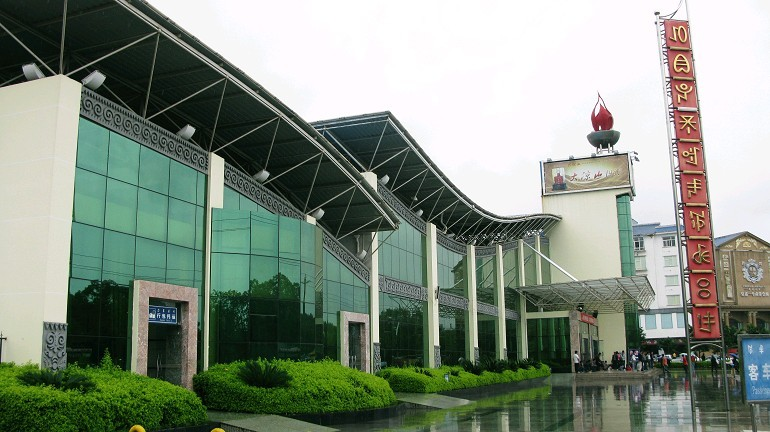
Туристический центр в Сичане
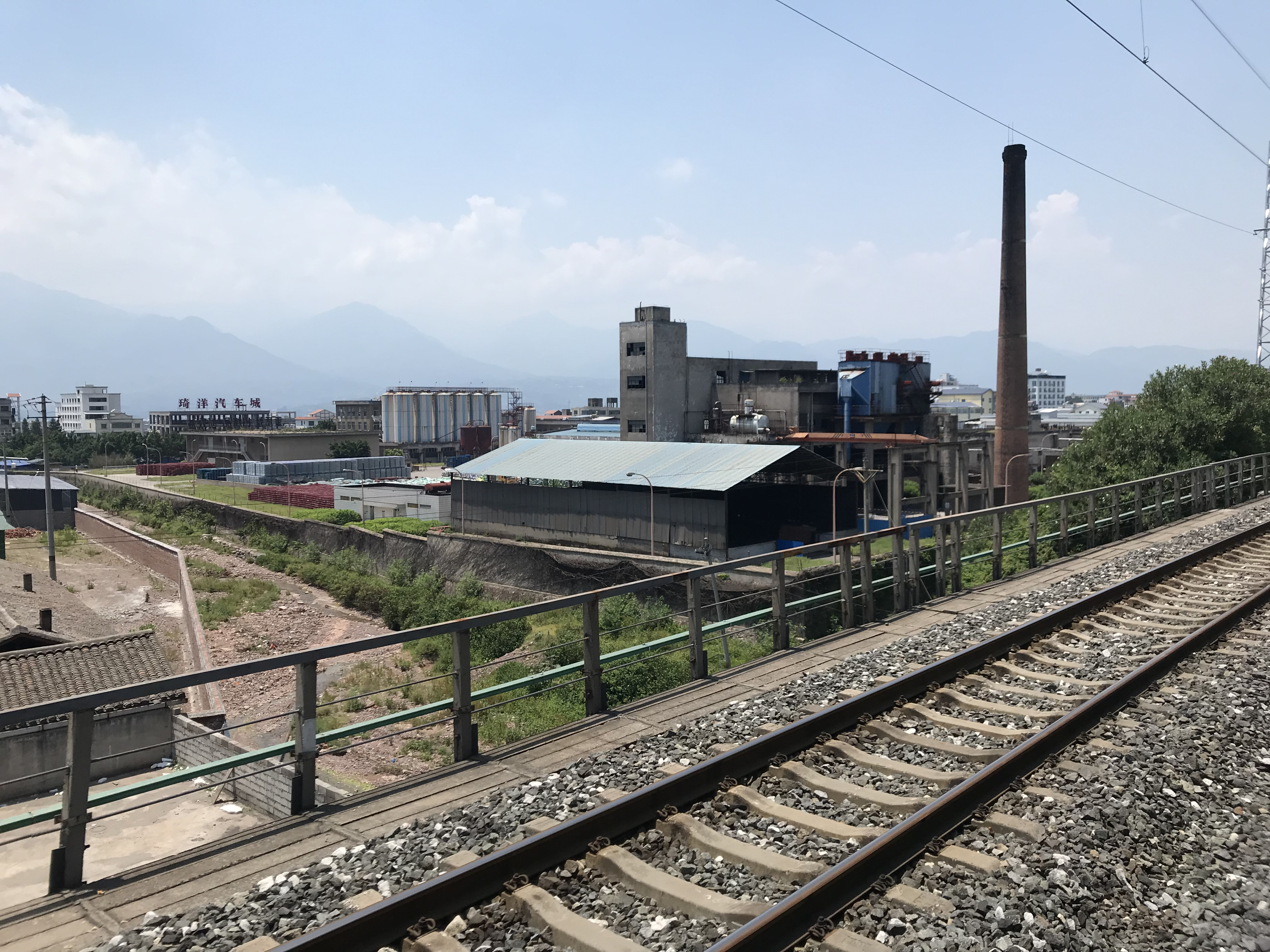
Промзона в Аньнине
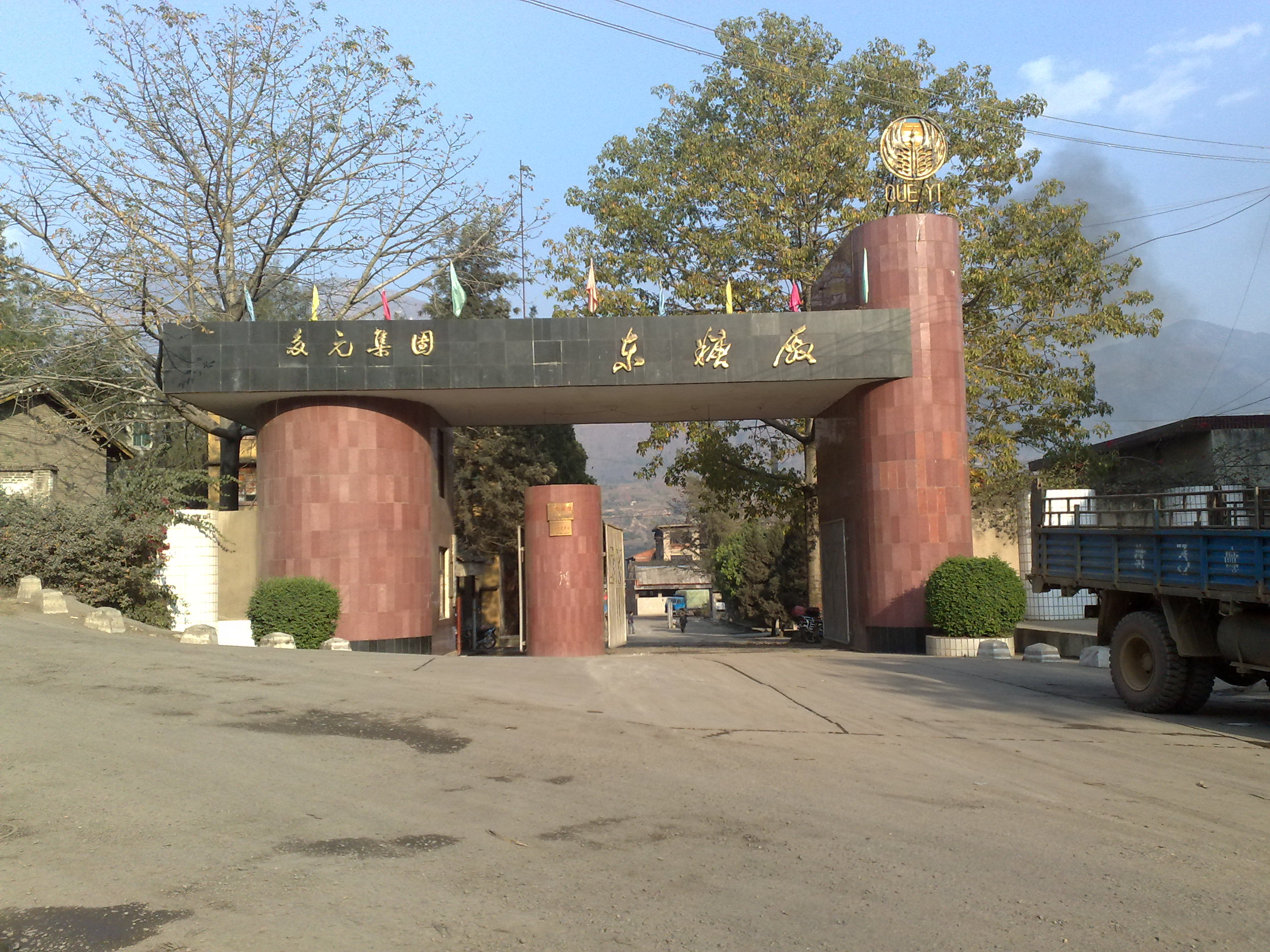
Сахарный завод в Хойдуне
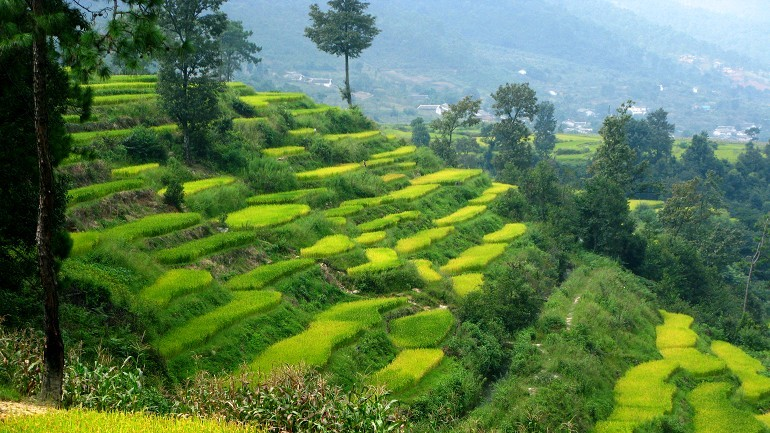
Рисовые террасы
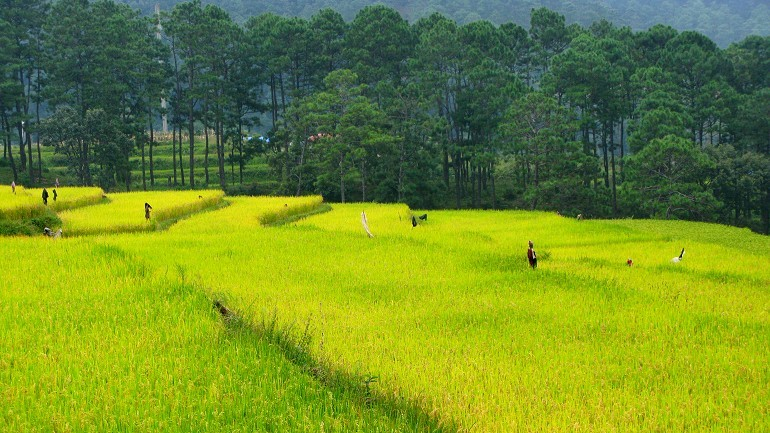
Рисовые террасы